# Râul Bărâcea
Râul Bărâcea este un curs de apă, afluent al râului Vedea.